# City 62

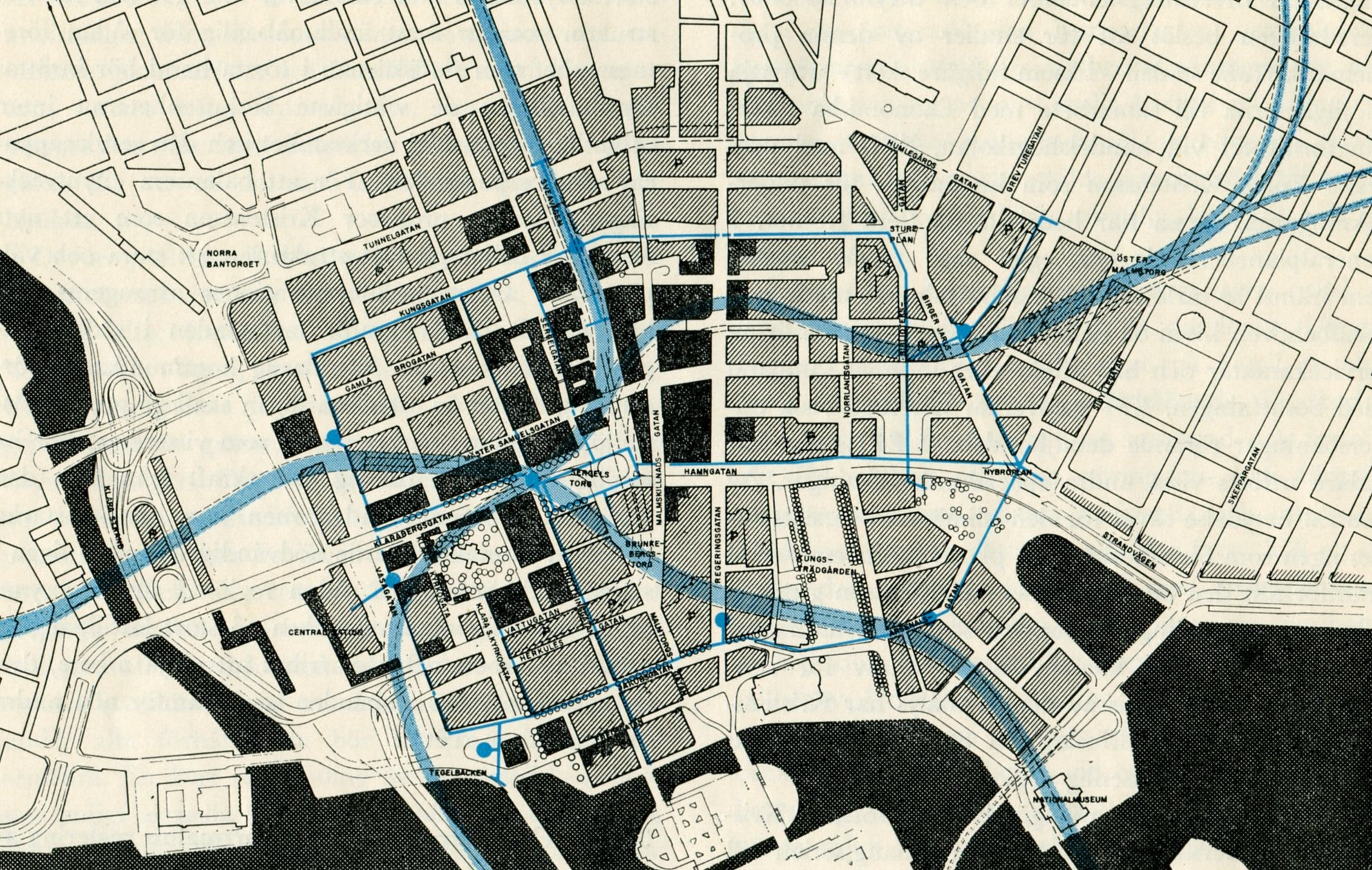
Stockholms city principplan 1962. De tjockare blå linjerna indikerar tunnelbanans planerade sträckningar.

1962 års cityplan, även kallad City 62, var en översiktlig plan för ny bebyggelse och ändrad trafikföring i samband med omdaningen av nedre Norrmalm i Stockholm,  Norrmalmsregleringen. 1962 års cityplan antogs av Stockholms stadsfullmäktige år 1963 och kompletterades fyra år senare av City 67. 

## Planen
När cityplan 1962 antogs var omdaningen av Stockholms city i full gång och hade pågått i ca tio år.
City 62 byggde i stora delar på den av stadsfullmäktige år 1944 beslutade “Generalplan för Stockholm”  som resulterade i 1946 års cityplan.  I 1962 års cityplan vidgades planområdet jämfört med 1946 års plan genom att delar av Östermalm, begränsat av Humlegårdsgatan-Östermalmstorg-Sibyllegatan, inbegreps i planen och gränsen norrut flyttades ca två kvarter norr om Kungsgatan i höjd med Adolf Fredriks kyrka.
Gällande området söder om Sergels torg betonades uttryckligen att man ville bereda ett vidgat utrymme för olika kulturändamål, undvika en ensidig kommersialisering och utbilda cityområdet till ett attraktivt centrum för både arbetsliv, kulturliv och nöjesliv.  
Tomten norr om Brunkebergstorg  reserverades för Riksbankens planerade nybygge och kvarteren söder om Brunkebergstorg och ner till Norrström reserverades för framtida förvaltningsbyggnader. I området skulle det skapas ca 7 000 arbetsplatser,  huvuddelen för statsanställda. Gällande parkeringskapaciteten räknade planen med ungefär 20 000 platser varav två tredjedelar i parkeringshus.

### Trafikföringen
I 1946 års cityplan bestämdes att Sveavägen, genom en biltunnel under de södra Klarakvarteren, skulle knytas ihop med Centralbron via Tegelbacken. I City 62 tillkom dessutom en tunnelförgrening av Klaratunneln österut. Den skulle mynna i en breddad Jakobsbergsgatan. Därifrån kunde trafiken välja mellan två alternativ. Antingen rakt österut på denna gata ned till Norrlandsgatan för en fortsättning vidare mot Stureplan norrut respektive Kungsträdgården/Norrmalmstorg söderut. Eller direkt efter tunnelmynningen svänga söderut via en gata genom det kvarter där dagens Mood-Gallerian är belägen, för en förbindelse till Mäster Samuelsgatan (ungefär där tunnemynningen befinner sig idag men på ett högre plan). På en breddad och upphöjd Mäster Samuelsgatan kunde trafiken fortsätta österut, först på en bro över Norrlandsgatan och sedan över ännu en bro över Birger Jarlsgatan. Den skulle därefter korsa Riddargatan och gå vidare parallellt med Grev Turegatan genom det stora kvarteret strax öster om denna gata, upp mot Humlegårdsgatan och Östermalmstorg. Denna trafikförsörjning till Östermalm kom sedan i City 67 att flyttats något norrut. Jakobsbergsgatan fick överta Mäster Samuelgatans roll och fortsätta över Birger Jarlsgatan med sitt östra brofäste där Grev Turegatan och Riddargatan idag mynnar ut. Därefter skulle fortsättningen bli ungefär den samma, parallellt med Grev Turegatan. I 1977 års plan fick tunneln istället göra en krök och mynna i en Mäster Samuelsgatan på sin ursprungliga nivå och utan fortsättning mot Östermalm. 
Gällande tunnelbanan skisserades en sträckning under Kungsträdgården, Blasieholmen och vidare mot Nacka (blå linjen som slutar idag vid Kungsträdgården) samt en sträckning från Östermalmstorg i riktning nordväst mot Lidingö (röda linjen som slutar idag vid Ropsten).

### Männen bakom planen

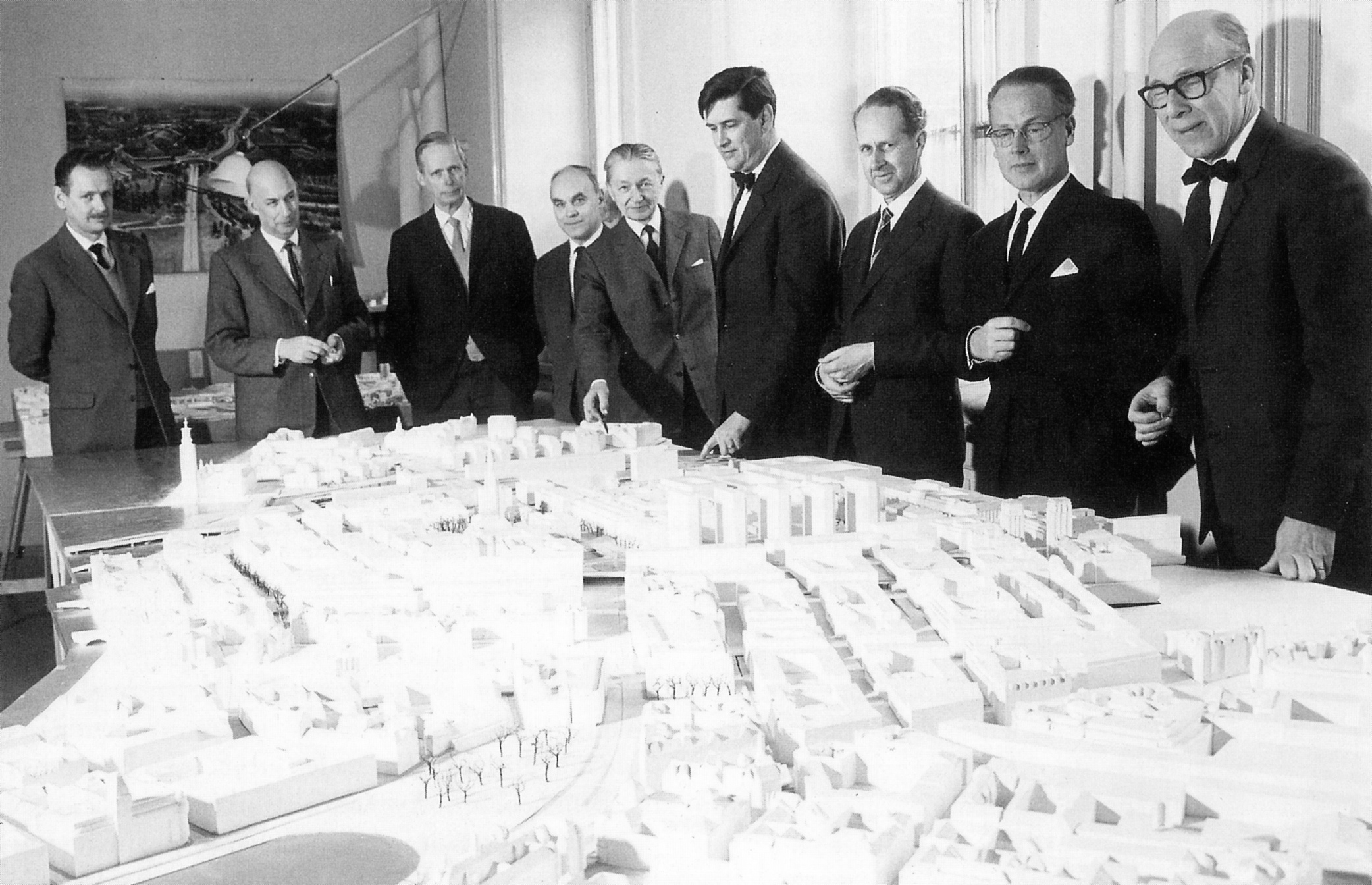
Tjänstemännen bakom cityplan 1962, från vänster: Göran Sidenbladh, Sven Lundberg, Bo Hertzman-Ericson, Bror Hillbom, Carl-Henrik af Klercker, Torsten Westman, Åke Hedtjärn, Carl Ehrman och Anders Nordberg, framför modellen av Nedre Norrmalm i Stockholm.

### Citat
Enligt beredningen för City 67 innebar 1962 års cityplan inte någon radikal förändring (jämfört med 1946 års cityplan). Dess syfte var snarare kvalitativt än kvantitativt. Vidare ansågs om 1962 års cityplan:
| ” | ...att den lägger till rätta för det arbetsliv som har sin plats i centrum, att den rationellt balanserar de intensiva trafikströmmarna av bilar och fotgängare, att den med all hänsyn till ärvda värden av skönhet och trevnad anger ramarna för den nödvändiga, länge uppskjutna förnyelsen av det gamla fastighetsbeståndet... | „ |

## Samtida diskussioner och kritik
Det var främst cityplanens förslag att dra Sveavägen i en tunnel (sedermera Klaratunneln) genom tätbebyggd område, innebärande stora ingrepp i bebyggelsen och stadsbilden som vållade diskussioner och kritik i början av 1963.
Den utlösande faktorn var en uppmärksammad skrivelse till Stadsfullmäktige, den så kallade “de tjugonios skrivelse”. Bakom skrivelsen stod 29  prominenta “kulturpersonligheter”; skådespelare, författare, konstnärer, forskare samt några representanter för näringslivet, bland dem Per Anders Fogelström,  Cornelis Vreeswijk och professor Göran Lindahl. Slutkravet i skrivelsen blev att en alternativ cityplan skulle upprättas, som tog “…större hänsyn till den nuvarande skalan och bebyggelsen samt /…/ till det värdefulla i stadsbilden som skapades av föregående generationer”.
En grupp inom Generaplaneberedningen, däribland vice ordföranden Yngve Larsson, skrev en tillämpningsföreskrift till cityplanen för att motverka de stora parkeringshusen i city och att behålla Brunkebergstorgs östra linje och behålla Regeringsgatan i sin gamla bredd, om möjligt som gågata. Dokumentet fick utmärkt kritik av bland andra samhällsbyggnadsdebattören Olle Bengtzon, men fick dock inte avsedd effekt.
Debatten tillförde intet nytt i saken och mot kritiken invändes att genomgripande åtgärder i citykärnan var nödvändiga, för att området inte skulle förlora sin attraktivitet. Ordföranden i Stor-Stockholms planeringsnämnd, borgarrådet Joakim Garpe sammanfattade:
| ”              | Utan tillräcklig trafikförsörjning kommer city att dö en död i skönhet; jag föredrar ett levande city. | „ |
| – Joakim Garpe | |   |